# Зенит-122
Зени́т-122 — малоформатный однообъективный зеркальный фотоаппарат с TTL-экспонометром и полуавтоматической установкой экспозиции, выпускавшийся на Красногорском механическом заводе с 1990 года. Рестайлинговая модификация фотоаппарата «Зенит-12сд» с верхним и нижним щитками корпуса из АБС-пластика.
Выпускался на КМЗ в нескольких вариантах: «Зенит-122», «Зенит-122В» (без автоспуска) и «Зенит-122К» — (с байонетом К). На Белорусском оптико-механическом объединении с маркировкой «Зенит-122» выпускалась собственная модель «Зенит-15М».

## Технические характеристики
- Тип применяемого фотоматериала — 35-мм перфорированная фотокиноплёнка шириной 35 мм (фотоплёнка типа 135) в кассетах. Размер кадра — 24×36 мм.
- Корпус — литой из алюминиевого сплава, с открывающейся задней стенкой, скрытый замок.
- Курковый взвод затвора и перемотки плёнки. Обратная перемотка рулеточного типа. Счётчик кадров изменённой конструкции (по сравнению с «Зенит-12сд»), самосбрасывающийся при включении обратной перемотки плёнки.
- Затвор — механический, шторно-щелевой с горизонтальным движением матерчатых шторок. Выдержки затвора — от 1/30 до 1/500 сек, «B» и длительная. Выдержка синхронизации с электронной фотовспышкой — 1/30 с.
- Центральный синхроконтакт «Х», кабельный синхроконтакт только на ранних выпусках.
- Механизм нажимной диафрагмы, с приводом от спусковой кнопки. В байонетной версии использован механизм прыгающей диафрагмы.
- Штатный объектив:
  - на «Зенит-122», «Зенит-122В» ранних выпусков — «Гелиос-44М» 2/58, «Гелиос-44М-4», «МС Гелиос-44М-4», «МС Гелиос-44М-5», «МС Гелиос-44М-6», «МС Гелиос-44М-7».
  - на «Зенит-122К» ранних выпусков — «МС Гелиос-44К-4».
  - «МС Зенитар-М2s» — «Зенит-122», «Зенит-122В»
  - «МС Зенитар-К2s» — «Зенит-122К»
- Тип крепления объектива — резьбовое соединение M42×1/45,5 («Зенит-122», «Зенит-122В») или байонет К («Зенит-122К»).
- Фокусировочный экран — линза Френеля с матовым кольцом и микрорастром, клинья Додена в центре.
- TTL-экспонометр (заобъективная экспонометрия) с двумя сернисто-кадмиевыми (CdS) фоторезисторами. Светодиодная индикация о работе экспонометрического устройства в поле зрения видоискателя. Полуавтоматическая установка экспозиции на закрытой до рабочего значения диафрагме. При установленной светочувствительности фотоплёнки и выдержке вращением кольца установки диафрагмы необходимо добиться свечения светодиода зелёного цвета. Светодиоды красного цвета информируют о неправильной установке экспозиции: верхний — передержка, нижний — недодержка. Диапазон светочувствительности фотоплёнки 16 — 640 ед. ГОСТ. При применении светофильтров автоматически вносятся поправки на их плотность.
- Репетир диафрагмы и включение экспонометрического устройства — от кнопки спуска.
- Источник питания полуавтоматической экспонометрии — два элемента СЦ-32, МЦ-0,105 (современный аналог SR-43, AG-12).
- Механический автоспуск. На фотоаппарате «Зенит-122В» автоспуск отсутствовал (удешевление конструкции).
- На фотоаппарате установлено штативное гнездо с резьбой 1/4 дюйма.
- На ранних выпусках футляр жёсткий кожаный, на поздних — мягкая сумка из синтетической ткани.

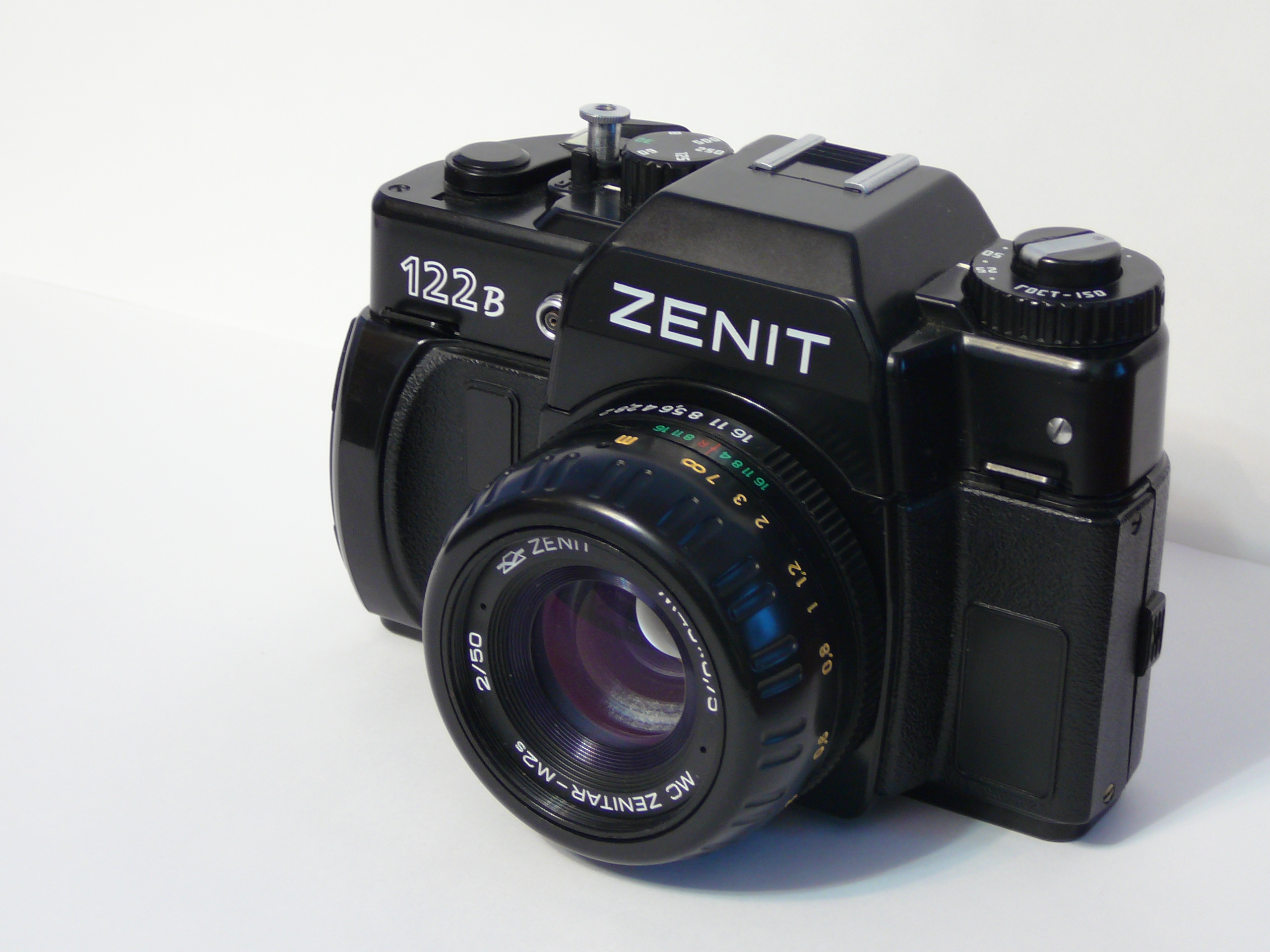
«Зенит-122В» с объективом «МС Зенитар-М2s»
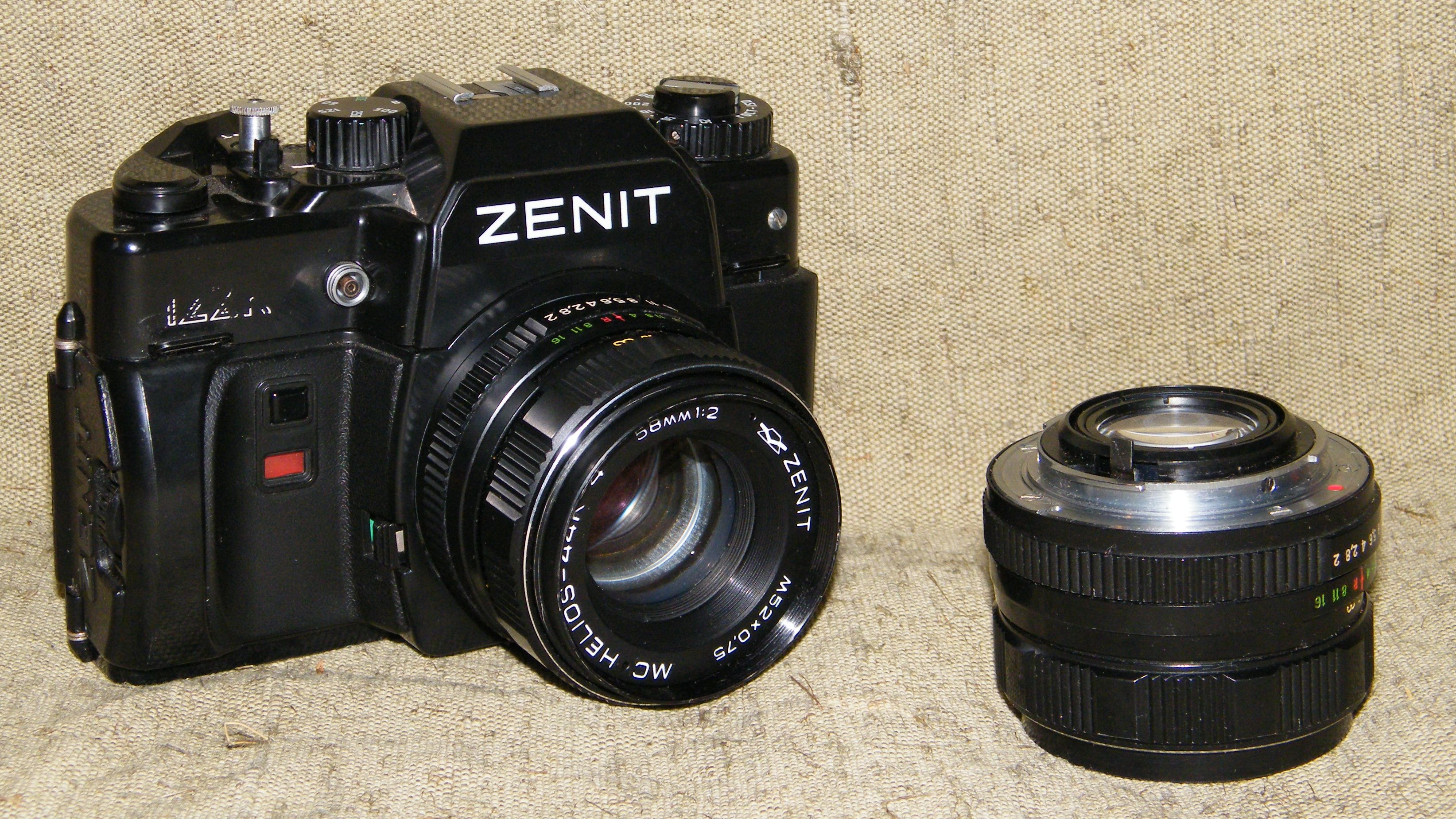
«Зенит-122К»
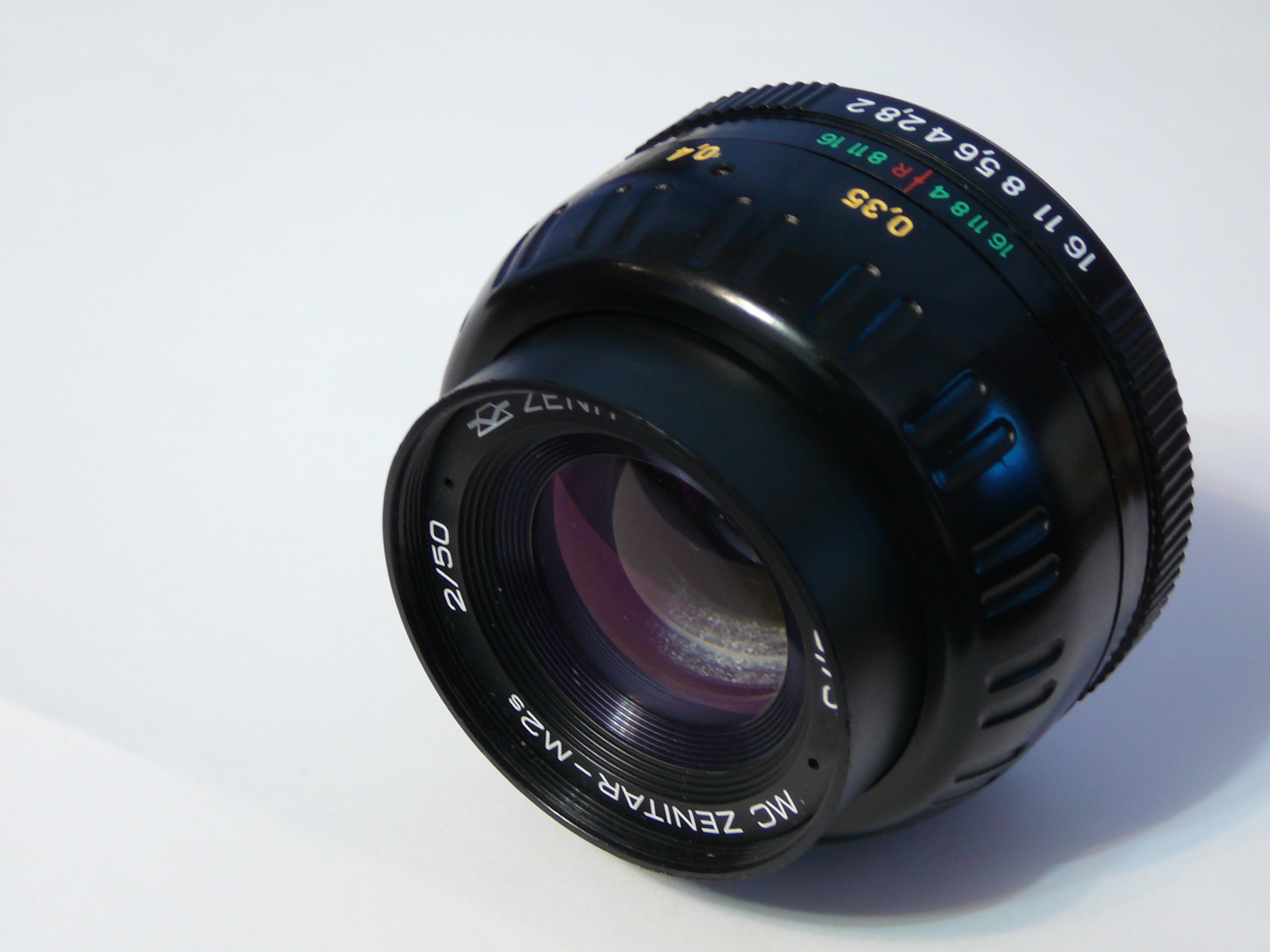
Объектив «МС Зенитар-М2s» 2/50

## Дальнейшие модификации

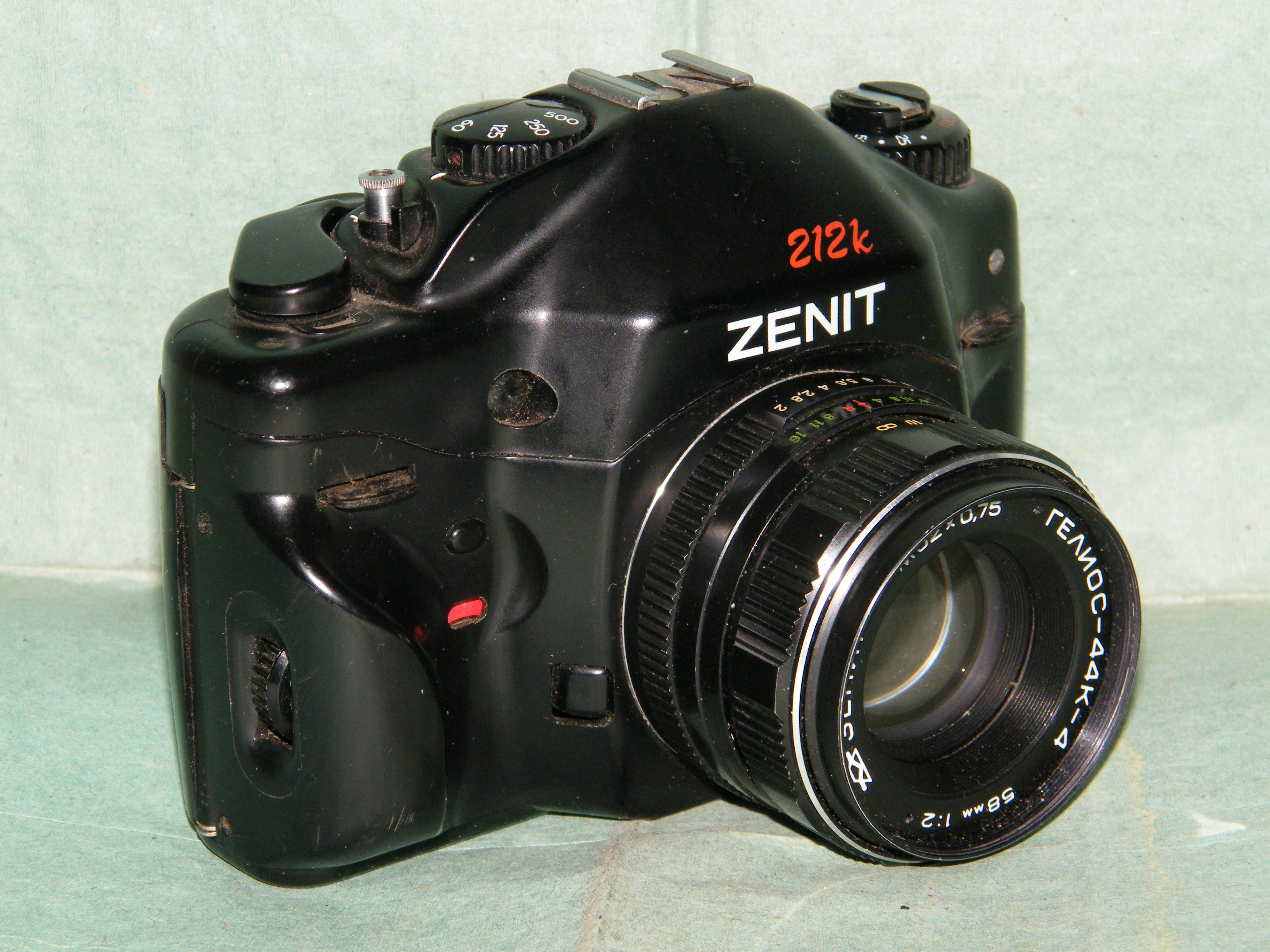
«Зенит-212k» с объективом «Гелиос-44К-4»

- «Зенит-212k» — (КМЗ) — с байонетом К, изменённый дизайн, увеличенный диапазон выдержек.
- «Зенит-312m» — (КМЗ) — «Зенит-122» с изменённым дизайном.
- «Зенит-412DX» — (КМЗ) — модификация «Зенита-122», ввод светочувствительности по DX-коду.
- «Зенит-412LS» — (КМЗ) — последняя серийная модель линии. Модернизация фотоаппарата «Зенит-412DX», в части расширения диапазона воспринимаемых экспонометром значений светочувствительности плёнки по DX-коду.